# UNTSO

Baretka medalu ONZ za misję UNTSO.

United Nations Truce Supervision Organization (UNTSO; pol. Organizacja Narodów Zjednoczonych ds. Nadzorowania Rozejmu) – jest organizacją powołaną na podstawie rezolucji ONZ S/RES/50 w dniu 29 maja 1948 przez Radę Bezpieczeństwa ONZ w celu przeprowadzenia misji pokojowej na Bliskim Wschodzie. Jej głównym zadaniem było dostarczenie wojskowej struktury dowodzenia sił pokojowych ONZ na Bliskim Wschodzie, aby umożliwić obserwację i nadzór przestrzegania zawieszenia broni w konflikcie izraelsko-arabskim. Struktura sił UNTSO została z czasem rozbudowana o UNDOF (pol. Siły Narodów Zjednoczonych ds. Nadzoru Rozdzielenia Wojsk na Wzgórzach Golan – 1973) oraz UNIFIL (pol. Tymczasowe Siły Zbrojne ONZ w Libanie – 1978).

## Tło powstania organizacji
Podczas II wojny światowej Wielka Brytania bezskutecznie usiłowała nakłonić państwa arabskie Bliskiego Wschodu do utworzenia wspólnego sojuszu i pozyskania w ten sposób Arabów jako sprzymierzeńców w wojnie z Niemcami. Wykorzystywano przy tym ideę polityczną panarabizmu, która przyczyniła się do pobudzenia narodów arabskich do walki z pozostałościami kolonializmu. W dniu 22 marca 1945 przedstawiciele Królestwa Egiptu, Królestwa Arabii Saudyjskiej, Królestwa Iraku, Republiki Libanu, Republiki Syrii (Mandat Syrii), Emiratu Transjordanii oraz Jemenu spotkali się w celu utworzenia Ligi Państw Arabskich, której celem było koordynowanie wspólnej polityki arabskiej. W następnych latach Bliski Wschód przechodził bardzo poważne przemiany geopolityczne. Emirat Transjordanii uzyskał w 1946 niepodległość jako Królestwo Transjordanii. Było ono rządzone przez haszymickiego króla Abdullaha I, jednak w rzeczywistości królestwo pozostawało pod silnymi wpływami brytyjskimi. Królestwo Egiptu usiłowało od 1945 renegocjować z Brytyjczykami umowę w sprawie użytkowania Kanału Sueskiego. Pomimo państwowej niepodległości, w Egipcie nadal stacjonowały wojska brytyjskie, co było spostrzegane przez Egipcjan jako upokarzająca pozostałość kolonializmu. Liban od 1943 istniał jako niezależne państwo, jednak wojska francuskie stacjonowały w nim do 1946, kiedy niepodległość uzyskała Syria. Nowym państwom arabskim nie udawało się jednak koordynować wspólnej polityki, ponieważ bardzo szybko okazało się, że miały one rozbieżne interesy i inne wizje rozwoju regionu. Haszymicki król Abdullah I marzył o zjednoczeniu Transjordanii, Palestyny, Syrii, Libanu i Iraku jako Wielkiej Syrii. Usiłował on bezskutecznie przekonać do tego planu Brytyjczyków. Również większość arabskich przywódców z nieufnością podchodziła do Abdullaha I, popierając ideę unii państw arabskich w ramach istniejącej organizacji Ligi Arabskiej.
W takiej sytuacji politycznej Zgromadzenie Ogólne ONZ przyjęło 29 listopada 1947 rezolucję nr 181 w sprawie rozwiązania konfliktu arabsko-żydowskiego w Palestynie, poprzez utworzenie dwóch państw: arabskiego i żydowskiego. Przywódcy społeczności żydowskiej zaakceptowali plan podziału Palestyny, chociaż wyrażali swoje niezadowolenie z umieszczenia Jerozolimy i Betlejem w międzynarodowej strefie pozostającej pod administracją ONZ. Zaproponowany obszar państwa żydowskiego przyjęli jako „niezbędne minimum”, i bez zgłaszania zastrzeżeń rozpoczęli przygotowania do utworzenia własnego państwa. Natomiast społeczność arabska sprzeciwiła się rezolucji 181, twierdząc, że narusza ona prawa większości mieszkańców Palestyny. Arabowie spostrzegali plan podziału Palestyny jako niesprawiedliwy, ponieważ oddawał większość terytorium państwa w ręce stanowiącej mniejszość społeczności żydowskiej. W rezultacie, 30 listopada 1947 doszło do wybuchu wojny domowej w Mandacie Palestyny. Arabowie rozpoczęli kampanię ataków na żydowską komunikację pomiędzy osiedlami żydowskimi. Kolejne zabójstwa, akty rozboju i podpalenia, pociągały za sobą akcje odwetowe żydowskich organizacji paramilitarnych Hagana, Irgun i Lechi. Liczba ofiar po obu stronach konfliktu zaczęła gwałtownie rosnąć. Przebieg wojny domowej w Palestynie skłonił przywódców sąsiednich państw arabskich do podjęcia decyzji o przeprowadzeniu interwencji zbrojnej w Palestynie. Brytyjski Mandat Palestyny miał wygasnąć 15 maja. Aby wyprzedzić ten termin, żydowscy przywódcy z Dawidem Ben Gurionem na czele ogłosili 14 maja 1948 Deklarację Niepodległości Izraela (w dniu 15 maja przypadał szabat). W ciągu kilku godzin od proklamacji niepodległości rozpoczęła się arabska interwencja zbrojna w Palestynie, która rozpoczęła I wojnę izraelsko-arabską. W arabskiej interwencji wzięli udział niemal wszyscy ówcześni członkowie Ligi Arabskiej.

## Historia
Przed końcem upływu mandatu w Palestynie, brytyjskie władze podjęły próbę rozwiązania narastającego konfliktu żydowsko-arabskiego. W tym celu na prośbę Wielkiej Brytanii zwołano I i II Sesję Specjalną Zgromadzenia Ogólnego ONZ. W dniu 14 maja 1948 przyjęta została Rezolucja Zgromadzenia Ogólnego ONZ nr 186 powołująca Mediatora ONZ w Palestynie. Upoważniono go do podjęcia niezbędnych działań w celu zapewnienia bezpieczeństwa mieszkańców Palestyny, ochrony miejsc świętych i promowania pokojowego rozwiązywania konfliktów. Pierwszym Mediatorem ON został szwedzki polityk, hrabia Folke Bernadotte. Następnie w dniu 22 maja przyjęta została Rezolucja Rady Bezpieczeństwa ONZ nr 49, która wzywała do powstrzymania się od wszelkich wrogich działań wojskowych w Palestynie. Rezolucja wzywała również wszystkie strony konfliktu do współpracy z Mediatorem ONZ. Niemal równocześnie rozpoczęła swoje działania Komisja Rozejmu w Palestynie, w skład której weszli przedstawiciele członków Rady Bezpieczeństwa ONZ będący zawodowymi urzędnikami konsularnymi w Jerozolimie. Ich działania próbowana powstrzymać, i 23 maja w Zachodniej Jerozolimie został zamordowany amerykański konsul generalny i członek Komisji Rozejmu, Thomas C. Wasson. Nie powstrzymało to jednak ONZ od dalszego poszukiwania sposobów rozwiązania konfliktu, i 29 maja została przyjęta Rezolucja Rady Bezpieczeństwa ONZ nr 50, która wzywała do zaprzestania walk. Rezolucja decydowała, że rozejm będzie nadzorowany przez Mediatora ONZ z pomocą grupy wojskowych obserwatorów.
W dniu 11 czerwca 1948 w Palestynie zaczął obowiązywać pierwszy rozejm. W tym samym dniu do Kairu przybyła pierwsza grupa 36 międzynarodowych obserwatorów wojskowych. W skład formacji weszli wybrani wojskowi z Belgii, Francji i Stanów Zjednoczonych. W dniu 6 lipca ponieśli oni swoją pierwszą stratę. W pobliżu miasta Afula został postrzelony francuski obserwator Rene Labarriere, który później zmarł w szpitalu w Afuli. Przeprowadzał on w tym rejonie dochodzenie w sprawie domniemanego naruszenia warunków rozejmu przez siły izraelskie. Pierwsza siedziba dowództwa UNTSO znajdowała się w Kairze (Egipt). Pod koniec czerwca 1948 główną kwaterę przeniesiono do Hajfy, która była wówczas brytyjską enklawą. 9 lipca, w związku ze zbliżającym się końcem rozejmu, wycofano wszystkich obserwatorów z Palestyny.
Uchwalona 15 lipca Rezolucja Rady Bezpieczeństwa ONZ nr 54 wprowadziła drugi rozejm, który rozpoczął się 18 lipca. Kolejna grupa wojskowych obserwatorów przybyła na wyspę Rodos 20 lipca. W jej skład wchodziło 41 Amerykanów i 25 Belgów, którzy dotarli do Palestyny następnego dnia i natychmiast rozpoczęli pełnienie swoich obowiązków. Ze względu na duży obszar pełnionych zadań obserwacyjnych, siły powiększono do 93 obserwatorów. Ponieważ liczba pracowników rosła, Sekretariat ONZ poparł propozycję utworzenia Organizacji Nadzorującej Rozejm Narodów Zjednoczonych (UNTSO). Prowadziła ona działania pod bezpośrednim dowództwem Mediatora ONZ. Po zabójstwie hrabiego Bernadotte, drugim Mediatorem ONZ został amerykański dyplomata Ralph Bunche.
11 sierpnia 1949 Rada Bezpieczeństwa podjęła decyzję, że funkcja Mediatora ONZ w Palestynie została zakończona, a jego rolę w nadzorowaniu przestrzegania warunków zawieszenia broni zostaną przekazane międzynarodowym siłom UNTSO. Od tej pory wojskowi obserwatorzy UNTSO nadzorowali rozejm pomiędzy Izraelem a jego arabskimi sąsiadami. W pierwszym okresie działalność była chaotyczna, jednak bardzo szybko stworzono sprawną strukturę dowodzenia i obserwatorzy przystąpili do rutynowego rozpatrywania skarg o naruszenie rozejmu. Początkowo skargi były rozpatrywane na poziomie lokalnych dowódców UNTSO, jednak z upływem czasu liczba incydentów zaczęła rosnąć. Ograniczone ilościowo siły obserwatorów musiały nadzorować długą linię demarkacyjną pomiędzy Izraelem a Libanem, Syrią, Jordanią i Egiptem. Linia rozdzielająca walczące strony nie uwzględniała potrzeb lokalnych społeczności, które aby dotrzeć do źródeł wody niekiedy musiały przekraczać granicę. Warunki rozejmu wynikały wyłącznie z potrzeb polityczno-wojskowych. W rzeczywistości były to czasowe zawieszenia broni, które nie były obliczone na poszukiwanie trwałych rozwiązań pokojowych z ustanowieniem normalnych stosunków między sąsiednimi państwami. Linia zawieszenia broni była wytyczona w sposób przypadkowy, i w większości przypadków przebiegała zgodnie z linią frontu. Linie te utrzymały się przez około 18 lat, aż do 1967. Problemy z jakimi spotykali się obserwatorzy UNTSO były zupełnie odmienne na każdym z odcinków linii rozejmu. Doprowadziło to do utworzenia w ramach UNTSO czterech oddzielnych misji pokojowych:
- Mieszana Komisja Rozejmu Izrael/Syria (ISMAC; ang. Israel/Syria Mixed Armistice Commission) – koncentrowała się na granicy izraelsko-syryjskiej przebiegającej przez obszar bogaty w wodę. W 1951 zawieszono działalność ISMAC.
- Mieszana Komisja Rozejmu Izrael/Haszymidzkie Królestwo Jordanii (HKJIMAC; ang. Hashemite Kingdom of Jordan/Israel Mixed Armistice Commission) – koncentrowała się głównie na podzielonym mieście Jerozolima, żydowską enklawą na Górze Scopus, obszarem Latrun, nasilającymi się przypadkami infiltracji przez granicę arabskich terrorystów i odwetowych rajdów izraelskiej armii na przygraniczne wioski na terytorium Jordanii. W 1954 zawieszono działalność HKJIMAC.
- Mieszana Komisja Rozejmu Izrael/Liban (ILMAC; ang. Israel/Lebanon Mixed Armistice Commission) – koncentrowała się głównie na obserwowaniu działań izraelskiej armii powstrzymującej palestyńskich uchodźców przed próbami powrotu do Palestyny i zwalczaniu prób infiltracji granicy przez terrorystów lub szpiegów.
- Mieszana Komisja Rozejmu Izrael/Egipt (IEMAC; ang. Israel/Egypt Mixed Armistice Commission) – koncentrowała się na przypadkach infiltracji przez granicę arabskich terrorystów ze Strefy Gazy i odwetowych rajdach izraelskiej armii. Dochodziły do tego starania Izraela o odblokowanie Kanału Sueskiego i Zatoki Akaba dla izraelskiej żeglugi. 21 września 1955 Izraelczycy zajęli strefę zdemilitaryzowaną, w wyniku czego IEMAC przeprowadziło szereg rozmów aby doprowadzić do usunięcia egipskich wojsk z zakazanych rozejmem pozycji. Uzgodnione przez strony wycofania wojsk nigdy nie nastąpiły. Na przełomie października i listopada 1956 doszło tutaj do kryzysu sueskiego. Po wojnie UNTSO w znacznym stopniu dopomogła swoją wiedzą i doświadczeniem w utworzeniu sił UNEF. Izrael jednak odmówił dalszej współpracy z IEMAC, przeprowadzając w porozumieniu z Sekretarzem Generalnym ONZ wycofanie swoich wojsk z półwyspu Synaj.

| Dowódca             | Ranga             | Państwo           | Okres sprawowania funkcji           |
| ------------------- | ----------------- | ----------------- | ----------------------------------- |
| Thord Bonde         | pułkownik         | Szwecja           | maj – lipiec 1948                   |
| Aage Lundstrom      | generał major     | Szwecja           | lipiec – wrzesień 1948              |
| William E. Riley    | generał porucznik | Stany Zjednoczone | wrzesień 1948 – czerwiec 1953       |
| Vagh Bennike        | generał major     | Dania             | czerwiec 1953 – wrzesień 1954       |
| Eedson Burns        | generał porucznik | Kanada            | sierpień 1954 – listopad 1956       |
| Byron V. Leary      | pułkownik         | Stany Zjednoczone | listopad 1956 – marzec 1958         |
| Carl C. von Horn    | generał porucznik | Szwecja           | marzec 1958 – lipiec 1960           |
| R.W. Rickert        | pułkownik         | Stany Zjednoczone | lipiec – grudzień 1960              |
| Carl C. von Horn    | generał porucznik | Szwecja           | styczeń 1961 – maj 1963             |
| Odd Bull            | generał porucznik | Norwegia          | maj 1963 – lipiec 1970              |
| Ensio Siilasvuo     | generał porucznik | Finlandia         | lipiec 1970 – październik 1973      |
| Richard Bunworth    | pułkownik         | Irlandia          | październik 1973 – marzec 1974      |
| Bengt Liljestrand   | generał major     | Szwecja           | marzec 1974 – sierpień 1975         |
| Keith D. Howard     | pułkownik         | Australia         | wrzesień – grudzień 1975            |
| Emmanuel Erskine    | generał major     | Ghana             | styczeń 1976 – marzec 1978          |
| William O’Callaghan | generał porucznik | Irlandia          | kwiecień 1978 – czerwiec 1979       |
| O. Forsgren         | pułkownik         | Szwecja           | czerwiec 1979 – styczeń 1980        |
| Erkki R. Kaira      | generał major     | Finlandia         | luty 1980 – luty 1981               |
| Emmanuel Erskine    | generał major     | Ghana             | luty 1981 – maj 1986                |
| William O’Callaghan | generał porucznik | Irlandia          | maj 1986 – czerwiec 1987            |
| Martin O. Vadset    | generał porucznik | Norwegia          | czerwiec 1987 – październik 1990    |
| Hans Christensen    | generał major     | Finlandia         | październik 1990 – październik 1992 |
| Krisna Thapa        | generał major     | Nepal             | październik 1992 – grudzień 1993    |
| John Fisher         | pułkownik         | Nowa Zelandia     | grudzień 1993 – kwiecień 1994       |
| Luc Bujold          | pułkownik         | Kanada            | kwiecień 1994 – czerwiec 1995       |
| Jaakko Oksanen      | pułkownik         | Finlandia         | czerwiec – wrzesień 1995            |
| Rufus Kupolati      | generał major     | Nigeria           | październik 1995 – marzec 1998      |
| Tim Ford            | generał major     | Australia         | kwiecień 1998 – marzec 2000         |
| Franco Ganguzza     | generał major     | Włochy            | kwiecień 2000 – marzec 2002         |
| Carl Dodd           | generał major     | Irlandia          | marzec 2002 – wrzesień 2004         |
| Clive Lilley        | generał major     | Nowa Zelandia     | październik 2004 – listopad 2006    |
| Ian Gordon          | generał major     | Australia         | listopad 2006 – luty 2008           |
| Robert Mood         | generał major     | Norwegia          | luty 2008 – marzec 2011             |
| Juha Kilpia         | generał major     | Finlandia         | marzec 2011 – nadal                 |

Po wojnie sześciodniowej w 1967 i wojnie Jom Kipur w 1973 UNTSO kontynuowało swoją działalność, dostosowując się do zmian w granicach. Po działaniach odwetowych izraelskiej armii w południowym Libanie w 1978 utworzono siły UNIFIL. Dla zaspokojenia nowych potrzeb UNTSO utworzyło nowe grupy obserwatorów wojskowych:
- Grupa Obserwatorów Egipt (OGE; ang. Observer Group Egypt) prowadząca działania na półwyspie Synaj. Ma swoją siedzibę w Ismailia w Egipcie.
- Grupa Obserwatorów Golan (OGG; ang. Observer Group Golan) wspierająca misję UNDOF na Wzgórzach Golan. Ma swoją główną siedzibę w Camp Faouar w Syrii i jest podzielona na dwie podgrupy:
  - Grupa Obserwatorów Golan-Damaszek (OGG-D; ang. Observer Group Golan-Damascus) z siedzibą w Damaszku w Syrii.
  - Grupa Obserwatorów Golan-Tyberiada (OGG-T; ang. Observer Group Golan - Tiberias) z siedzibą w Tyberiadzie w Izraelu.
- Grupa Obserwatorów Liban (OGL; ang. Observer Group Lebanon) wspierająca misję UNIFIL w Libanie. Ma swoją siedzibą w Naquora w Libanie.

## UNTSO obecnie
Główne dowództwo sił UNTSO znajduje się w Jerozolimie. Dodatkowo UNTSO posiada swoje biura w Bejrucie (Liban) i Damaszku (Syria).
Według stanu na 31 lipca 2011 siły UNTSO liczyły 148 obserwatorów wojskowych, wspieranych przez 94 międzynarodowych pracowników cywilnych i 120 krajowych pracowników cywilnych. Siły UNTSO są finansowane z budżetu ONZ. Budżet UNTSO w latach 2010–2011 wynosił 60 704 800 USD.
W skład sił pokojowych UNTSO wchodzili żołnierze: Argentyny, Australii, Austrii, Belgii, Kanady, Chile, Chin, Danii, Estonii, Finlandii, Francji, Irlandii, Włoch, Nepalu, Holandii, Nowej Zelandii, Norwegii, ZSRR, Słowenii, Szwecji, Szwajcarii i Stanów Zjednoczonych. Na liście nie znajduje się żadne państwo islamskie.
Przez cały dotychczasowy okres działalności, siły UNTSO poniosły straty w wielkości 50 zabitych, w tym 18 żołnierzy, 18 obserwatorów wojskowych, 8 międzynarodowych pracowników cywilnych oraz 6 lokalnych pracowników cywilnych.